# Sympagus cedrelis
Sympagus cedrelis là một loài bọ cánh cứng trong họ Cerambycidae.